# 1953年西日本水災

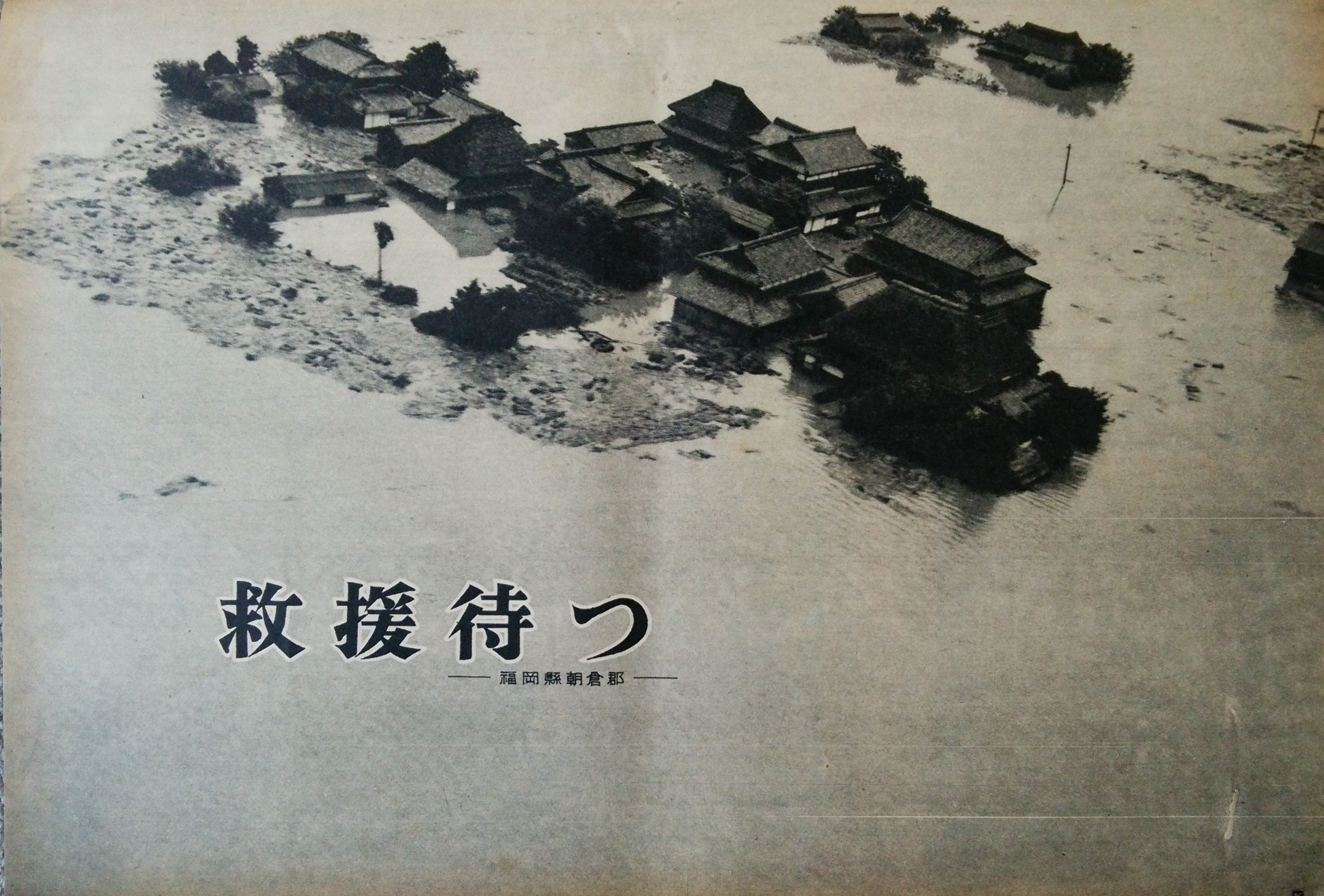
水災

1953年西日本水災是指發生於昭和28年日本西部的水災。

## 历史
1953年（昭和28年）6月25日至6月29日間，九州地方北部（福岡縣、佐賀縣、熊本縣、大分縣）中心發生梅雨而導致水災。阿蘇山、英彦山中心總降水量超過1,000公厘、九州最大河川筑後川與白川等九州北部河川全部泛滥、死者和失踪人数1,001名、浸水房屋45万棟、受灾者人数約100万人。